# Bungo (Angola)
Bungo es una comuna y también un municipio (Concelho de Bungo) de la provincia de Uíge, en el nordeste de Angola, región fronteriza con la República Democrática del Congo.

## Geografía
El término tiene una extensión superficial de 2.156 km² y una población de 44.362 habitantes.
Linda al norte con el municipio de Damba; al este con el de  Sanza Pombo; al sur con los municipios de Puri y de Negage; y al oeste con los de Uíge y de Mucaba.

## Comunas
Este municipio agrupa una única comuna:
- Bungo, sede.